# ER (드라마)
《ER》은 미국 NBC에서 1994년 9월 19일부터 2009년 4월 2일까지 방영된 의학 드라마이다.
대한민국에서는 MBC 문화방송 1995년 1월부터 1996년 7월 까지 방영 했고 그리고 SBS 서울방송에서 1997년부터 이동 하고 1999년까지 방영했고 KBS2 TV 한국방송에서 2000년 1월부터 방영 바뀌고 이동 하고 맡기게 되고 2000년 6월까지 방영되었다.

## 출연
- 앤서니 에드워즈 - 마크 그린 (시즌 1~8,15)
- 조지 클루니 - 더그 로스 (시즌 1~6,15)
- 노아 와일 - 존 카터 (시즌 1~12,15)
- 에릭 라사르 - 피터 벤턴 (시즌 1~8,15)
- 글로리아 루벤 - 지니 불레트 (시즌 1~6,14)
- 앨릭스 킹스턴 - 엘리자베스 코디 (시즌 4~11)
- 로라 이네스 - 케리 웨버 (시즌 2~13,15)
- 줄리아나 마걸리스 - 캐럴 해서웨이 (시즌 1~6,15)

## 한국판 성우진(SBS,KBS)
- 오세홍 - 마크 그린(앤서니 에드워즈)
- 이정구 - 존 카터(노아 와일)
- 김환진 - 더그 로스(조지 클루니)
- 유동현 - 피터 벤튼(에릭 라사르)
- 김정애 - 지니 불레트(글로리아 루벤)
- 강희선 - 엘리자베스 코데이(앨릭스 킹스턴)
- 임은정 - 케리 웨버(로라 이네스)
- 최문자 - 캐롤 해서웨이(줄리아나 마걸리스)

## 에피소드별 내용

### 시즌 1

#### 에피소드 3 (Hit and run, 뺑소니)
이번 첫화면 잠에서 깨어나는 의사는 닥터 카터이다. 닥터 벤튼이 자고 있는 존을 깨우고 다음부터는 삐삐 소리가 잘 들리도록 머리 옆에 놓아두라고 말한다. 7 명의 환자가 나온다.
- 복통이 있는 사무용품을 파는 매우 바쁜 영업사원
- 정신분열증이 있는 엄마와 아들
- 이번 에피의 제목인 뺑소니 사고를 당한 고등학생
- 심장질환이 있었던 아줌마 하지만 거대한 트름으로 완치된다.
- 부인 비서와 바람을 피운 심근경색 환자
- 닥터 벤튼이 오진해서 췌장이 터진 할머니 환자
- 마지막에 존이 아이를 받았던 산모

이번 에피의 핵심적인 내용은 앞에서도 말했듯이 뺑소니 사고 환자이다. 신원불명의 고등학생은 심정지 상태로 들어와 31분간 심폐소생술을 했지만 사망하고 존 카터는 학교 앨범으로 신원을 확인한다. 처음 사망환자를 마무리하는데 존은 매우 힘들어 한다. 간신히 찾아낸 부모에게 연락하고 사망소식을 알리는 일은 닥터 벤튼이 했지만 시체를 확인하던 부모는 자신의 아들이 아니라고 하고 존은 다시 부모를 찾아 이번에는 자신이 직접 사망소식을 알린다. 존은 일을 마치고 병원 밖에 앉아 자신이 의사를 할 수 있을지 고민하게 된다. 그때 갑자기 병원으로 차가 돌진해 들어오고 한 남자가 내려서 애기가 나온다고 소리친다. 그리고 존은 곧바로 달려가 차 안에서 아이를 받아낸다. 다시 웃음을 지으며 자신의 손의 피를 본다. 오늘 하루 존은 죽음을 알리고 새 생명을 받는 경험을 한다.
다음은 벤튼의 이야기이다. 처음에 존이 환자를 진단하면서 이야기한 병명을 몰라서 존 앞에서는 아무렇지도 않은 듯 하다가 혼자 따로 책을 보며 찾아보다가 주위 사람들에게 물어보는 다들 모르는데 자신의 선배가 말하면서 약간의 자존심이 상한다. 그 후에도 약간의 마찰이 생긴다. 약간 자존심이 상한 벤튼은 닥터 루이스가 수술 중인 닥터 벤튼을 응급실로 외과 건설트 요청해서 내려오고 아무것도 아닌 것으로 불렀다고 닥터 루이스에게 화낸다. 하지만 나중에 닥터 루이스의 진단이 맞았고 그 환자는 췌장이 터져서 응급수술에 들어간다. 응급실장은 수술을 집도하면서 벤튼이 아닌 다른 레지던트를 어시스턴트로 부르고 의기소침해진다. 하지만 수술 후 응급실장은 벤튼에게 어려운 진단이었다면 위로하고 다음 수술에 닥터 벤튼을 부른다. 그런데 오늘 닥터 벤튼은 누나와 매형의 결혼 10주년을 위해 어머니를 봐주기로 한 날이었다. 하지만 갑자기 생긴 수술 때문에 잊어버리고 매형은 병원에 찾아와 벤튼에게 화를 낸다.
마지막은 닥터 로스와 간호사 캐롤 사이이다. 계속해서 주된 사랑이야기가 될 이 둘의 이야기이다. 닥터 로스는 퇴근길에 꽃을 들고 캐롤의 집으로 간다. 아마도 닥터 로스는 캐롤에 대한 사랑이 조금씩 생기고 있었던 것 같다. 하지만 캐롤의 집에는 약혼자인 닥터 태글리에리가 같이 있었고 잘못 찾아온 닥터 로스는 변명을 하며 자리를 피한다. 지하철 역으로 달려간 로스는 기차를 놓치고 쫓아온 캐롤은 로스에게 왜 자신에게 왔냐며 자신을 좋아하는게 얼마나 갈거냐며 화를 낸다.